# Перхлорат амонію
Перхлора́т амо́нію — неорганічна сполука ряду перхлоратів, з хімічним складом NH4ClO4.

## Фізичні властивості
Безбарвні кристали ромбоедричної форми. Густина 1,95 г/см³. Вище 125 °C стійка кубічна модифікація. Добре розчинний у воді — 20 г в 100 г води при 25 °C.
При нагріванні вище 150 °C починається розкладання по автокаталітичному механізму. Реакція завершується після розкладання приблизно 30 % речовини. Та частина, що залишилася, втрачає здатність до автокаталітичного розпаду. Для відновлення властивостей залишок потрібно перекристалізувати. При нагріванні вище 600 °C розкладання відбувається до кінця та не автокаталітично. Сильне нагрівання може призвести до вибуху. 

## Отримання
У лабораторних умовах отримують із перхлоратної кислоти та гідрокарбонату амонію:
HClO4 + NH4HCO3 → NH4ClO4 + CO2 + H2O
У промисловості отримують за допомогою реакції обміну між NaClO4 і солями амонію (наприклад, NH4Cl, (NH4)2SO4 чи (NH4)2CO3).

## Хімічні властивості
Реакція розкладу проходить при 200 °C:
4NH4ClO4 → 2Cl2 + 3O2 + 8H2O + 2N2O
При температурі вище 300 °C розклад проходить так:
2NH4ClO4 → Cl2 + O2 + 4H2O + 2NO

## Застосування
Як і інші перхлорати, є сильним окисником, що визначає його застосування:
- у складі твердих ракетних палив;
- у складі вибухових речовин.